# Cléopâtre (1899)
Cléopâtre ist ein  verschollener stummer Kurzfilm des französischen Filmpioniers Georges Méliès über eine Wiederbelebung der Mumie von Kleopatra. Der 1899 uraufgeführte Film ist einer der frühesten Horrorfilme. Die Nachrichtenagentur AFP bezeichnete den nur zwei Minuten langen Film als „bahnbrechenden Klassiker der frühen Kinogeschichte.“ Kleopatra wird von der Schauspielerin Jeanne d’Alcy dargestellt.  2005 glaubte man, in Frankreich eine Kopie gefunden zu haben; es handelte sich jedoch um eine Verwechslung mit Méliès’ Film L’oracle de Delphes.

## Handlung
Die Handlung des verschollenen Films wird in den verfügbaren Quellen leicht unterschiedlich dargestellt. Nach einem Szenario von Méliès besteht die Handlung darin, dass nach einem Tanz von Priesterinnen um Kleopatras Grab zwei Männer erscheinen, die das Grab schänden und die Mumie von Kleopatra in Flammen setzen, denen Kleopatra lebendig und erzürnt entsteigt. Nach anderen Quellen schneidet ein Mann von diabolischer Erscheinung die Mumie Kleopatras in Stücke, um sie anschließend durch Magie wiederherzustellen und zum Leben zu erwecken.